# Stade Zoubir-Zouraghi
Le stade Zoubir Zouraghi (en arabe : ملعب الشهيد زوبير زوراغي) est un stade polyvalent à Blida, en Algérie, qui à une capacité de 3 000 spectateurs.

## Histoire
Doyen de la Ligue d'Alger, le FC Blida a été fondé en 1904. Le club a profité de ce précédent pour dominer le football algérien dans les années 1920, remportant 5 ligues d'Alger et deux championnats de l'AFN. En 1924, le club acquiert son propre terrain.
Dans le même temps, US Blida a été fondé en 1920, qui a également construit son propre stade presque à côté de celui du FCB. L'USB brillera notamment par sa section rugby, multiple championne d'Alger.
Avec la décolonisation, le stade du FC Blidéen sera utilisé pendant un certain temps par l'USM Blida.
Zoubir Zouraghi (1934-19 mars 1957), fils de Mohamed et Hanifa Ouazani est un ancien joueur de l'USM Blida et Martyr, qui évoluait au poste d'un défenseur.
- Mahmoud Zouraghi, le frère (1925-21 avril 1992), ancien joueur de l'USM Blida et le MC Alger.
- Mohamed Zouraghi, le père (1902-19??), ancien joueur du Sporting Club Blidéen et de l'USM Blida.